# Tiranet de cap cendrós
El tiranet de cap cendrós (Tyranniscus cinereiceps) és una espècie d'ocell de la família dels tirànids (Tyrannidae). Habita els boscos, localment als Andes, a Colòmbia, nord de l'Equador i est del Perú.

## Descripció
El tiranet de cap cendrós fa uns 10 a 11 cm de llarg i pesa uns 10 g. Ambdós sexes tenen el mateix plomatge. Els adults tenen la capçada de color pissarra blau-grisa. El clatell, l'esquena i el dors són de color oliva brillant. Tenen els ulls i les lores blancs amb una fina línia fosca a través de l'ull i una galta groguenca amb una mitja lluna negra darrere i groc darrere de la mitja lluna. Les ales són fosques amb dues franges grogues a les plomes de vol interiors. La cua és color oliva fosc i la gola blanc grisenc, el pit i els flancs grocs amb vetes d'oliva, i el ventre groc brillant. Tenen l'iris de color vermell fosc, el bec negre petit i arrodonit i potes negres.

### Distribució i hàbitat
El tiranet de cap cendrós té una distribució disjuntiva i es troba de manera intermitent dins de cadascun dels seus rangs. Es troba als Andes des del sud-oest de Táchira, a l'extrem occidental de Veneçuela, fins al nord de Colòmbia, a les tres serralades andines de Colòmbia, passant per l'Equador en ambdós vessants i al Perú al vessant oriental fins al departament de Puno. Habita a l'interior i a les vores dels boscos humits de muntanya a la zona subtropical, especialment la selva nebulosa i, en menor grau, els boscos secundaris. En altitud es troba entre 1.700 i 1.900 m a Veneçuela, 1.800 i 2.800 m a Colòmbia, majoritàriament entre 1.350 i 2.500 m a l'Equador i 2.450 m al Perú.

## Comportament

### Moviment
Es creu que el tiranet de cap cendrós és un resident durant tot l'any a tota la seva distribució.

### Alimentació
El tiranet de cap cendrós s'alimenta d'insectes i probablement també de petits fruits. S'alimenta individualment i en parelles, generalment com a part d'un grup d'espècies mixtes. S'alimenta principalment als nivells mitjà i superior del bosc,  capturant les preses mentre està posat o fent breus volades.

### Cria
No se sap res sobre la biologia reproductiva del tiranet de cap cendrós més enllà que s'han observat cries a l'octubre i novembre a Colòmbia.

## Taxonomia i sistemàtica
El tiranet de cap cendrós es va descriure originalment com Tyrannulus cinereiceps. Durant gran part del segle XX es va col·locar al gènere Tyranniscus i en la dècada de 1970 es va transferir al gènere Phyllomyias. Un estudi publicat el 2020 va demostrar que Phyllomyias era polifilètic i que aquesta espècie juntament amb Tyranniscus nigrocapillus i T. uropygialis no hi pertanyien. El setembre de 2023, el Comitè de Classificació Sud-americà de la Societat Americana d'Ornitologia (SACC) va ressuscitar el gènere Tyranniscus i va tornar a traslladar-hi el tiranet de cap cendrós. El Congrés Ornitològic Internacional (COI), Clements Checklist i l'ITIS van fer el mateix l'agost de 2024.
Les taxonomies del Manual dels Ocells del Món (HBW) i BirdLife International mantenen l'espècie dins del gènere Phyllomyias.
El tiranet de cap cendrós és monotípic.